# Rehberg (Kamern)
Rehberg ist ein Ortsteil der Gemeinde Kamern in der Verbandsgemeinde Elbe-Havel-Land im Nordosten des Landkreises Stendal in Sachsen-Anhalt.

## Geografie
Rehberg, ein Straßendorf mit Kirche, liegt fünf Kilometer südöstlich von Kamern am Ostrand des Waldgebietes „Rehberger Berge“ im Landschaftsschutzgebiet „Untere Havel“. Drei Kilometer östlich des Dorfes fließt die Havel.
Nachbarorte sind Schönfeld im Westen, Kamern im Nordwesten, Warnau im Nordosten und Molkenberg im Südosten.

## Geschichte

### Mittelalter bis Neuzeit
Im Jahre 1267 wird ein Gunterus de Reberg als Zeuge in einer Urkunde genannt. 1286 übereignete der Magdeburger Erzbischof Erich die wüsten Dörfer Reberge und Galme dem Kloster Jerichow. Im Jahre 1313 wurde das Dorf Reberge an das Kloster Jerichow verkauft. Weitere Nennungen sind 1563 Reberck und schließlich 1792 Rehberg, als im Dorf ein königliches Zollgeleit existierte.
Vermutlich besaß das Dorf bereits 1313 eine Kirche oder Kapelle. Den überlieferten Bauakten des 18. Jahrhunderts zufolge wurde 1620 eine neue Kirche als Fachwerkbau errichtet, die 1727 wegen Baufälligkeit abgerissen werden musste. Der Neubau begann im gleichen Jahr. Wegen Geldmangels wurde der Bau erst 1733 abgeschlossen. Auch diese Fachwerkkirche wurde abgerissen, bevor 1848 die heutige Kirche errichtet wurde.
Im Mai 1953 entstand die erste Landwirtschaftliche Produktionsgenossenschaft, die LPG „Seid bereit“ Typ II. Sie betrieb vorwiegend Vieh- und Weidewirtschaft. Im Jahre 1956 wurde ein Kuhstall erbaut. 1965 brannte die Scheune des neuen Kuhstalls durch Brandstiftung nieder. Heute werden die landwirtschaftlichen Flächen durch private Landwirte und Agrargenossenschaften bewirtschaftet.

### Andere Erwähnungen
Andere Autoren geben als erste Erwähnungen 1250 oder 1260 an.

### Eingemeindungen
Rehberg gehörte früher zum zweiten Distrikt im Jerichowschen Kreis im Norden des Herzogtums Magdeburg. 1816 kam es zum Kreis Jerichow II, dem späteren Landkreis Jerichow II in der preußischen Provinz Sachsen.
Am 20. Juli 1950 wurde die bis dahin eigenständige Gemeinde Rehberg nach Warnau eingemeindet.
Am 25. Juni 1952 wurde Warnau dem Kreis Havelberg zugeordnet. Am 1. Januar 1957 wurde der Ortsteil Rehberg wieder aus der Gemeinde Warnau ausgegliedert und entstand als politisch selbstständige Gemeinde neu. Am 15. Februar 1974 wurde die Gemeinde Rehberg nach Kamern eingemeindet. Am 1. Juli 1994 kam Kamern zum heutigen Landkreis Stendal.

### Einwohnerentwicklung
| Jahr | Einwohner |
| ---- | --------- |
| 1782 | [00]172   |
| 1818 | [00]232   |
| 1840 | [00]270   |
| 1864 | [00]272   |
| 1867 | 280       |
| 1871 | 285       |

| Jahr | Einwohner |
| ---- | --------- |
| 1905 | 267       |
| 1910 | 282       |
| 1925 | 297       |
| 1933 | 265       |
| 1939 | 236       |
| 1946 | 340       |

| Jahr | Einwohner |
| ---- | --------- |
| 1964 | 265       |
| 2014 | [00]137   |
| 2017 | [00]123   |
| 2018 | [00]127   |
| 2019 | [00]125   |
| 2020 | [00]127   |

| Jahr | Einwohner |
| ---- | --------- |
| 2021 | [00]127   |
| 2022 | [0]121    |

Quellen: 1867 bis 1964 Unterlagen der Volkszählung

## Religion
Die evangelischen Kirchengemeinde Rehberg, die früher zur Pfarrei Schönfeld bei Sandau an der Elbe gehörte, wird heute betreut vom Pfarrbereich Sandau des Kirchenkreises Stendal im Propstsprengel Stendal-Magdeburg der Evangelischen Kirche in Mitteldeutschland.
Die ältesten überlieferten Kirchenbücher für Rehberg stammen aus dem Jahre 1755. Ältere Einträge sind bei Kamern zu finden.
Die katholischen Christen gehören zur Pfarrei St. Elisabeth in Tangermünde im Dekanat Stendal im Bistum Magdeburg.

## Kultur und Sehenswürdigkeiten

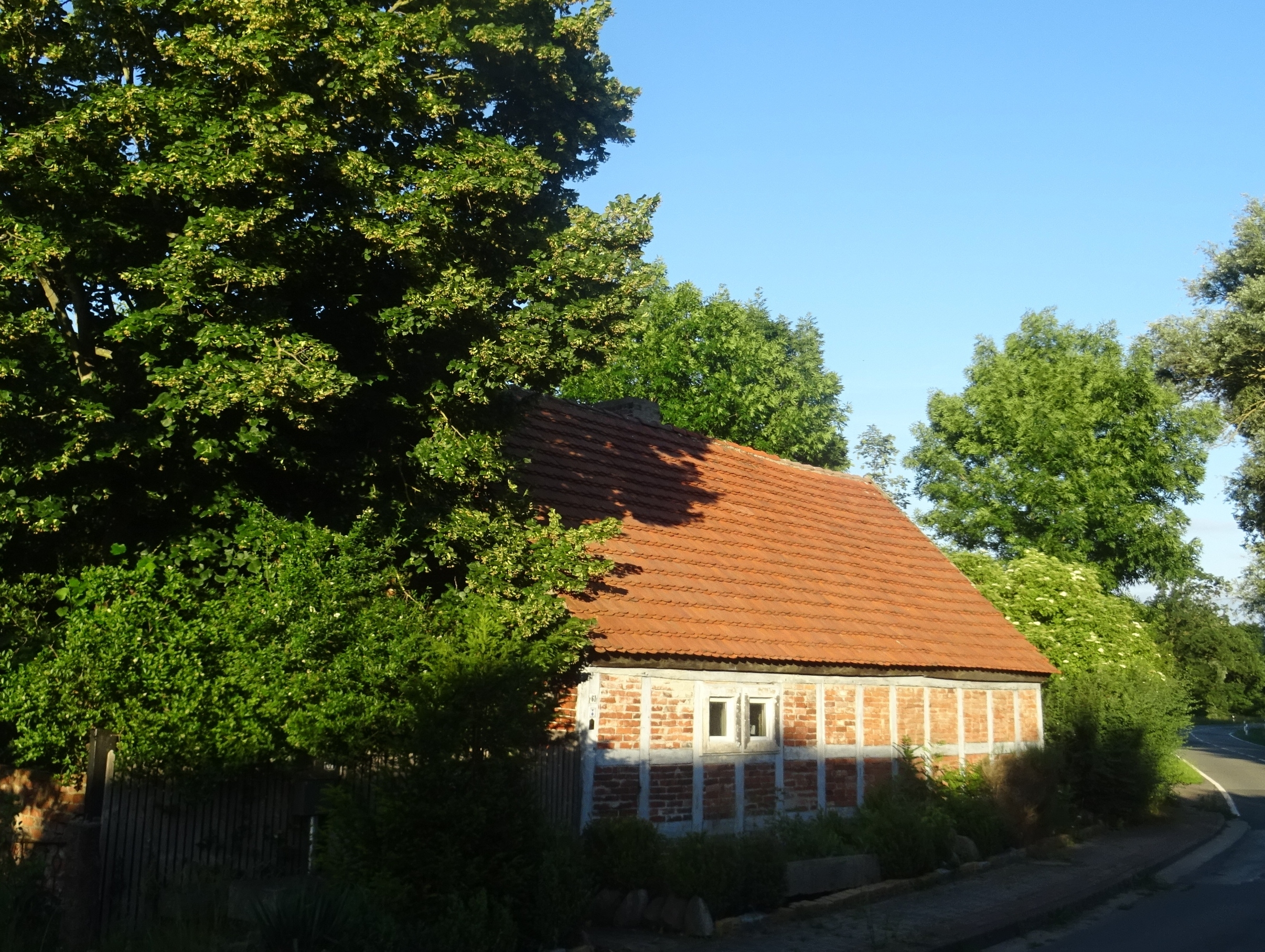
Früheres Armenhaus in Rehberg

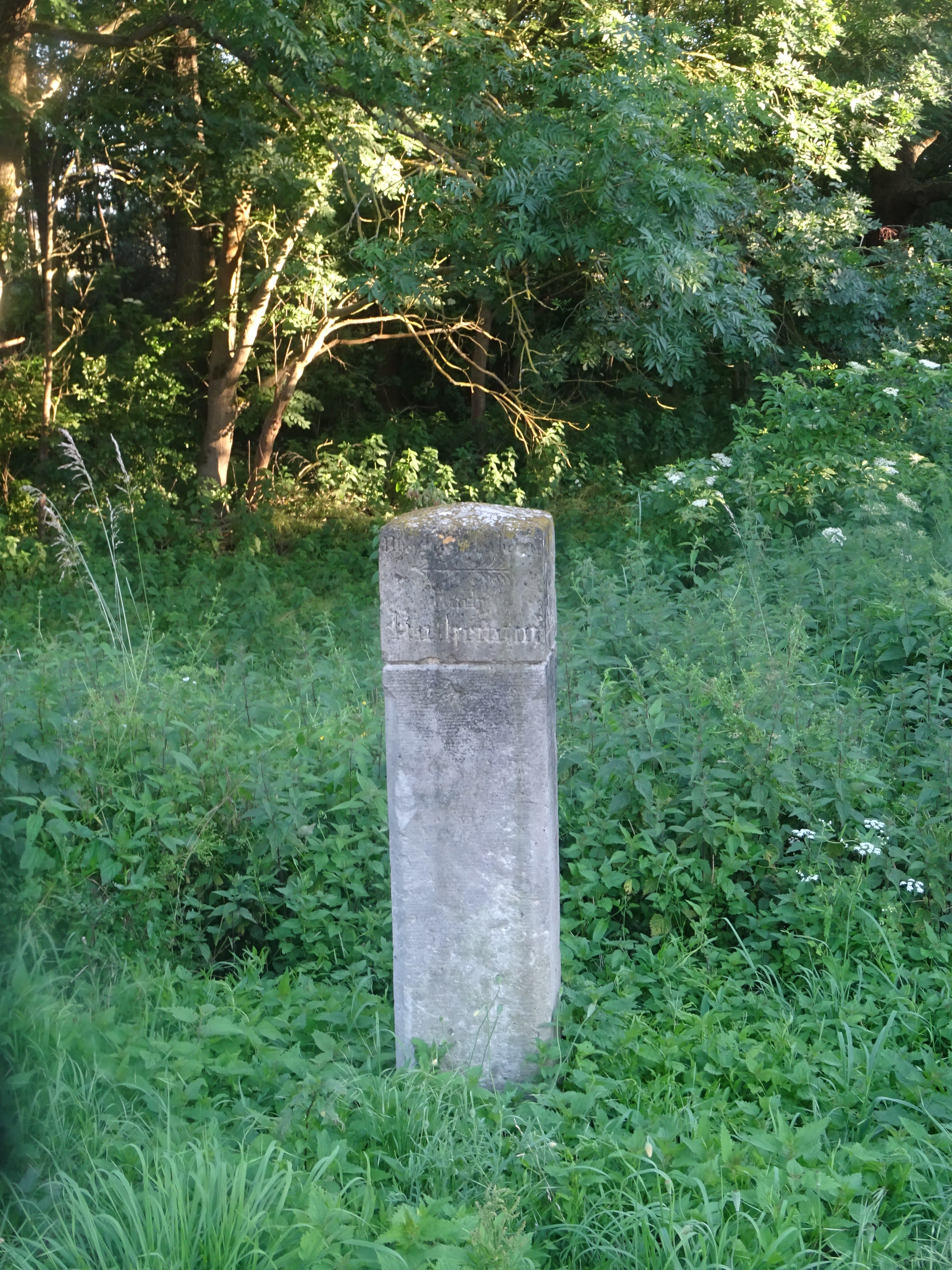
Wegweiser

- Die evangelische Dorfkirche Rehberg ist ein 1848 errichteter Backsteinsaal im Stile der Gotik mit hohem quadratischen Westturm.[29]
- Einige Wohnhäuser stehen unter Denkmalschutz.
- Der Ortsfriedhof liegt westlich des Dorfes am Lehmberg.

## Verkehr
- Durch den Ort verläuft die Landesstraße 18 nach Kamern. Östlich des Dorfes führt der Havelradweg entlang.[4]
- Es verkehren Linienbusse und Rufbusse von stendalbus.[30]